# 中山大桥
中山大桥是连接广东省中山市翠亨新区和广州市南沙区万顷沙的一座斜拉桥，属于深中通道的西端组成部分，横跨珠江口伶仃航道。

## 概述
中山大桥为主跨580米的双塔斜拉桥，主塔高213.5米，由120根斜拉索连接主塔与桥面，其中西塔位于中山翠亨新区马鞍岛，东塔位于广州万顷沙镇东侧。

## 历史

### 定案
2012年11月，廣東省交通廳宣布推薦方案，採用“東隧西橋”方式興建，並同時開始進行環評公示。

### 建设
2018年9月6日，深中大桥和中山大桥首根桩基同日开钻。
2021年9月21日，中山大桥主塔封顶。2022年6月28日，深中通道中山大桥段合龙。

### 开通
2024年6月30日15时，中山大桥随深中通道正式通车试运营。

### 运营
2025年4月，深中通道管理中心启动深中通道缆索体系防火工程施工，计划工期当年4月1日-12月31日每日6:00-19:00。施工期间中山大桥将占用应急车道+第四行车道。